# Hydrelia lucata
Hydrelia lucata là một loài bướm đêm trong họ Geometridae.